# Darja Stanislawowna Bessedina

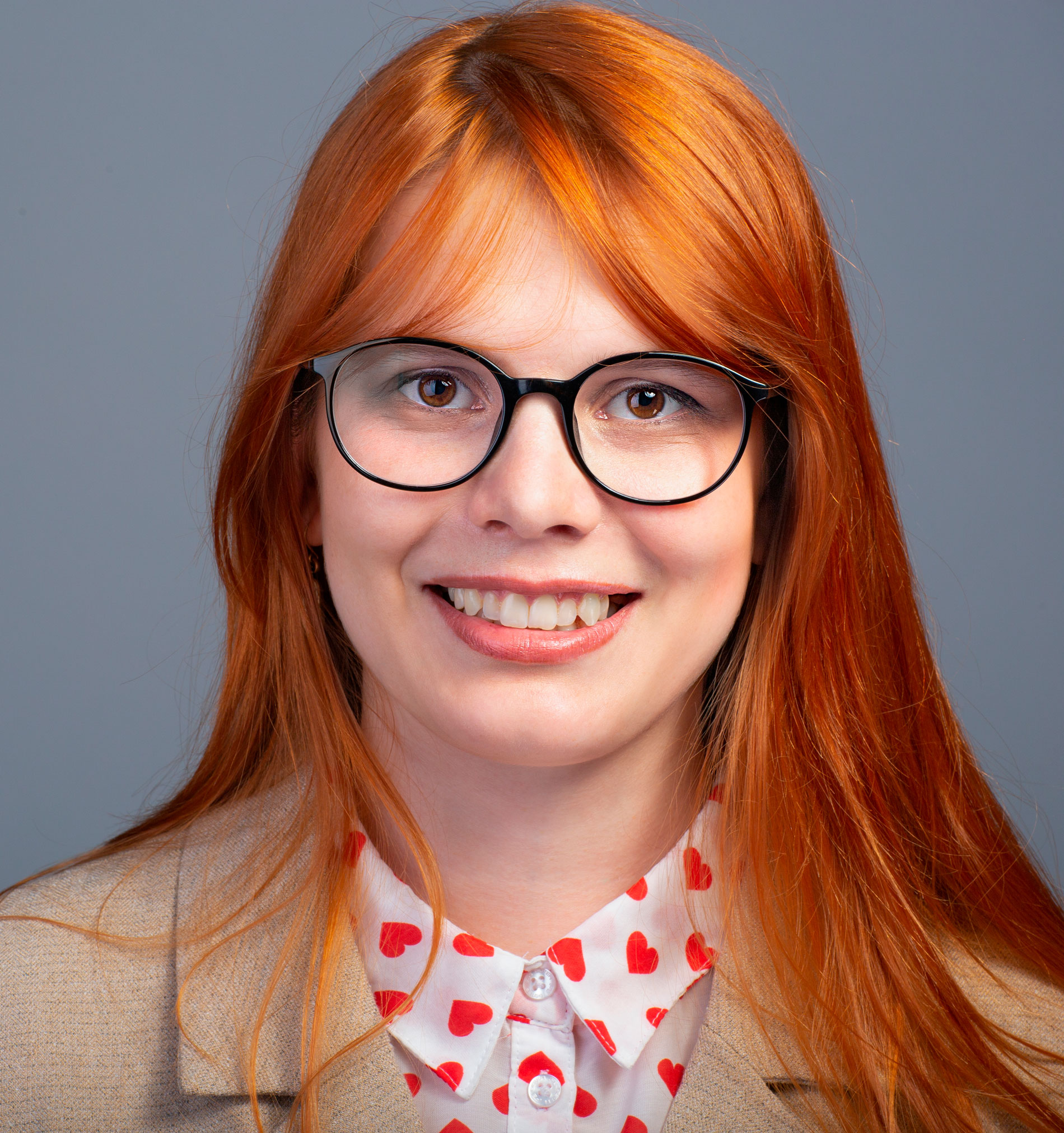
Darja Stanislawowna Bessedina

Darja Stanislawowna Bessedina (russisch Дарья Станиславовна Беседина; * 22. Juli 1988 in Chimki, Oblast Moskau, RSFSR, Sowjetunion) ist eine russische Oppositionspolitikerin, Urbanistin, Abgeordnete der 7. Moskauer Stadtduma und Mitglied der Partei Jabloko von 2017 bis 2021.

## Biografie
Bessedina zog mit ihrer Familie häufig um. Ihr Vater, ein Physiker, arbeitete in Laboren in Oxford und Hamburg. 2004 kehrten die Besedins nach Russland zurück.
Sie schloss ihr Studium am Moskauer Architekturinstitut mit einem Diplom in Architektur ab. Zuvor hatte sie als Kind zwei Jahre lang in Hamburg gelebt, wo sie nach eigenen Angaben den Unterschied zwischen der Qualität des städtischen Lebensraums in russischen und deutschen Städten spürte. Während ihres Studiums schloss sich Bessedina der gemeinnützigen Organisation „Stiftung Stadtprojekte “ an, die sich zum Ziel gesetzt hat, das städtische Umfeld mithilfe von Daten aus dem modernen Urbanismus zu verbessern. Aus den Arbeiten von Experten wie Jan Gehl und Vukan Vučić schloss Bessedina, dass die modernen Regeln, nach denen russische Städte gestaltet werden, zur Schaffung eines minderwertigen und menschenfeindlichen städtischen Umfelds führen.
2017 trat Bessedina der Partei Jabloko bei. Seit 2013 arbeitete sie in den Stäben mehrerer politischer Kampagnen und nahm 2018 selbst an den Vorwahlen der Partei vor der Bürgermeisterwahl teil, wo sie von 21 Kandidaten den fünften Platz belegte.
2020 heiratete sie Michail Tschischow, ließ sich aber später von ihm scheiden.
2023 wurde Bessedina vom Justizministerium der Russischen Föderation in das Register der „ausländischen Agenten“ aufgenommen.

### Politik
2015 wollte sie sich mithilfe der Partei Bürgerinitiative an den Wahlen zur Gesetzgebenden Versammlung des Gebiets Kaluga beteiligen, doch die lokale Wahlkommission weigerte sich, die Parteiliste zuzulassen.

#### Wahl in die Moskauer Stadtduma
2019 kündigte Maxim Katz, Direktor der City Projects Foundation, die Teilnahme der Organisation an den Wahlen zur Moskauer Stadtduma an, um die Agenda des Rückbaus der in Moskau gebauten Hochgeschwindigkeitsstraßen voranzutreiben. Bessedina wurde als Kandidatin der Organisation vorgestellt, der Wahlkampf war im 8. Bezirk geplant, durch den die Leningrader Straße führt – eine Straße, die in eine mehrspurige Autobahn umgewandelt wurde. Bessedina wurde auch vom Smart Voting von Alexei Nawalny unterstützt.

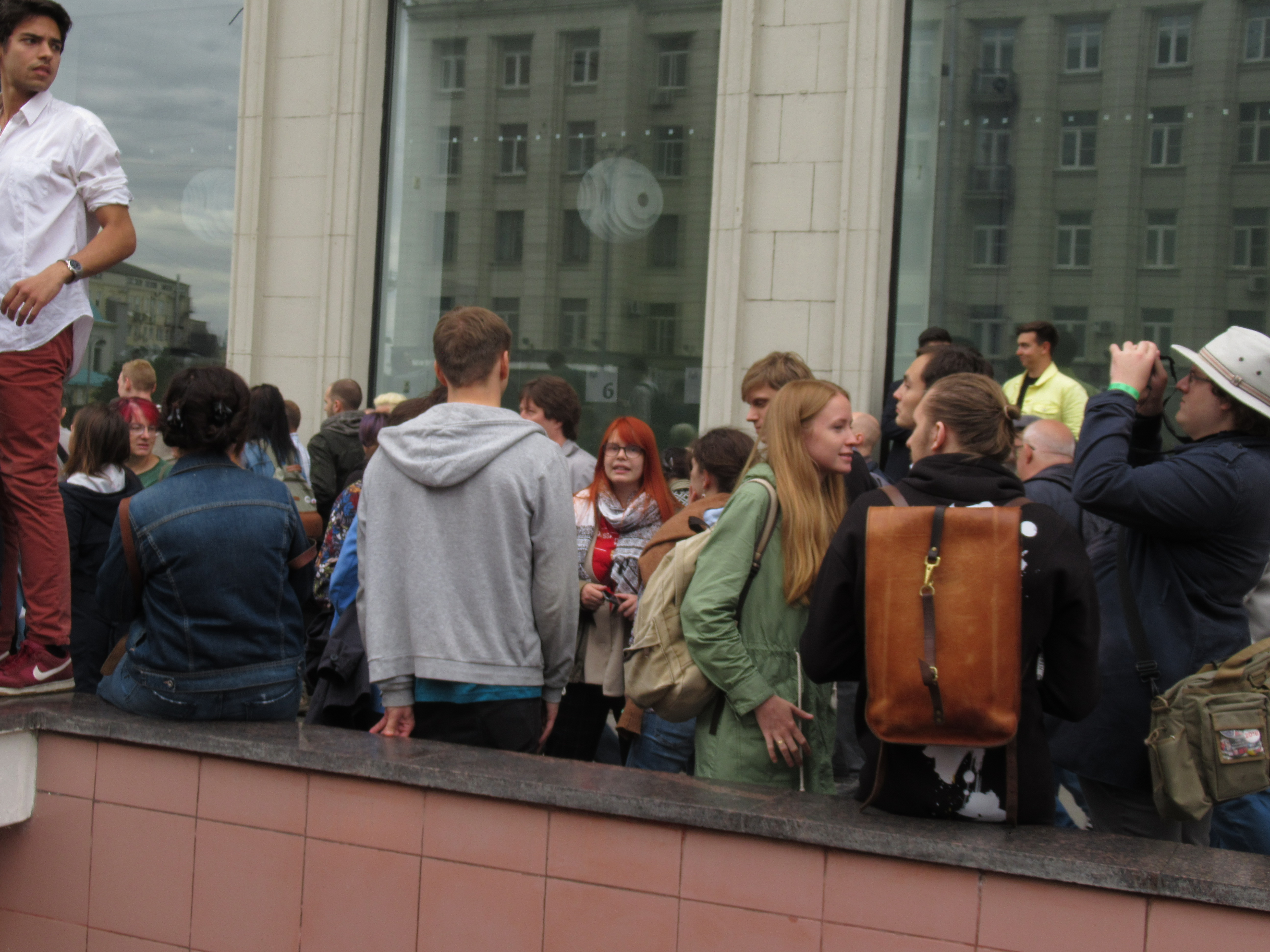
Treffen der Kandidatin Bessedina mit Wählern am 14. Juli 2019

Bessedina war nach der Überprüfung der zu ihrer Unterstützung gesammelten Unterschriften eine der wenigen registrierten Kandidatinnen der Partei Jabloko. Obwohl sie registriert war, nahm Bessedina an Protesten gegen die Nichtzulassung anderer Oppositionskandidaten zu den Wahlen teil. Am 26. Juli 2019 wurde in der Wohnung ihrer Eltern im Rahmen eines Verfahrens wegen Druckausübung auf die Moskauer Stadtwahlkommission eine nächtliche Durchsuchung durchgeführt.
Der Hauptgegner von Bessedina im 8. Bezirk war Wadim Kumin – ein Vertreter der KPRF, der zuvor bei der Bürgermeisterwahl in Moskau 2018 den zweiten Platz belegt hatte. Bessedinas Kampagne wurde größtenteils durch Gelder finanziert, die durch öffentliche Spendenaktionen gesammelt wurden: Auf das Konto gingen 3.482 Spenden von Einzelpersonen ein, was 72 % der für die Kampagne verwendeten Mittel ausmachte. Insgesamt gingen über 16 Millionen Rubel im Wahlfonds ein.
Bei den Wahlen belegte Bessedina den 1. Platz und wurde Abgeordnete.
Mitglied der Kommissionen für Bildung, Umweltpolitik, Stadtwirtschaft und Wohnungspolitik.
| Platz | Kandidaten für die Abgeordnetenmandate | Partei               | Erhaltener Prozentsatz | Anzahl erhaltener Stimmen |
| ----- | -------------------------------------- | -------------------- | ---------------------- | ------------------------- |
| 1.    | Darja Bessedina                        | Jabloko              | 36,57 %                | 14.911                    |
| 2.    | Wadim Kumin                            | KPRF                 | 31,41 %                | 12.805                    |
| 3.    | Olga Panina                            | Gerechtes Russland   | 14,16 %                | 5.774                     |
| 4.    | Jekaterina Kopeikina                   | Einiges Russland     | 6,78 %                 | 2.765                     |
| 5.    | Wassili Wlassow                        | LDPR                 | 5,28 %                 | 2.153                     |
| 6.    | Jelena Lugowskaja                      | Partei des Wachstums | 3,07 %                 | 1.253                     |

#### Aktivitäten in der Moskauer Stadtduma
In der Moskauer Stadtduma schloss sie sich zusammen mit Jewgeni Bunimowitsch, Maxim Kruglow und Sergei Mitrochin der Fraktion Jabloko an.

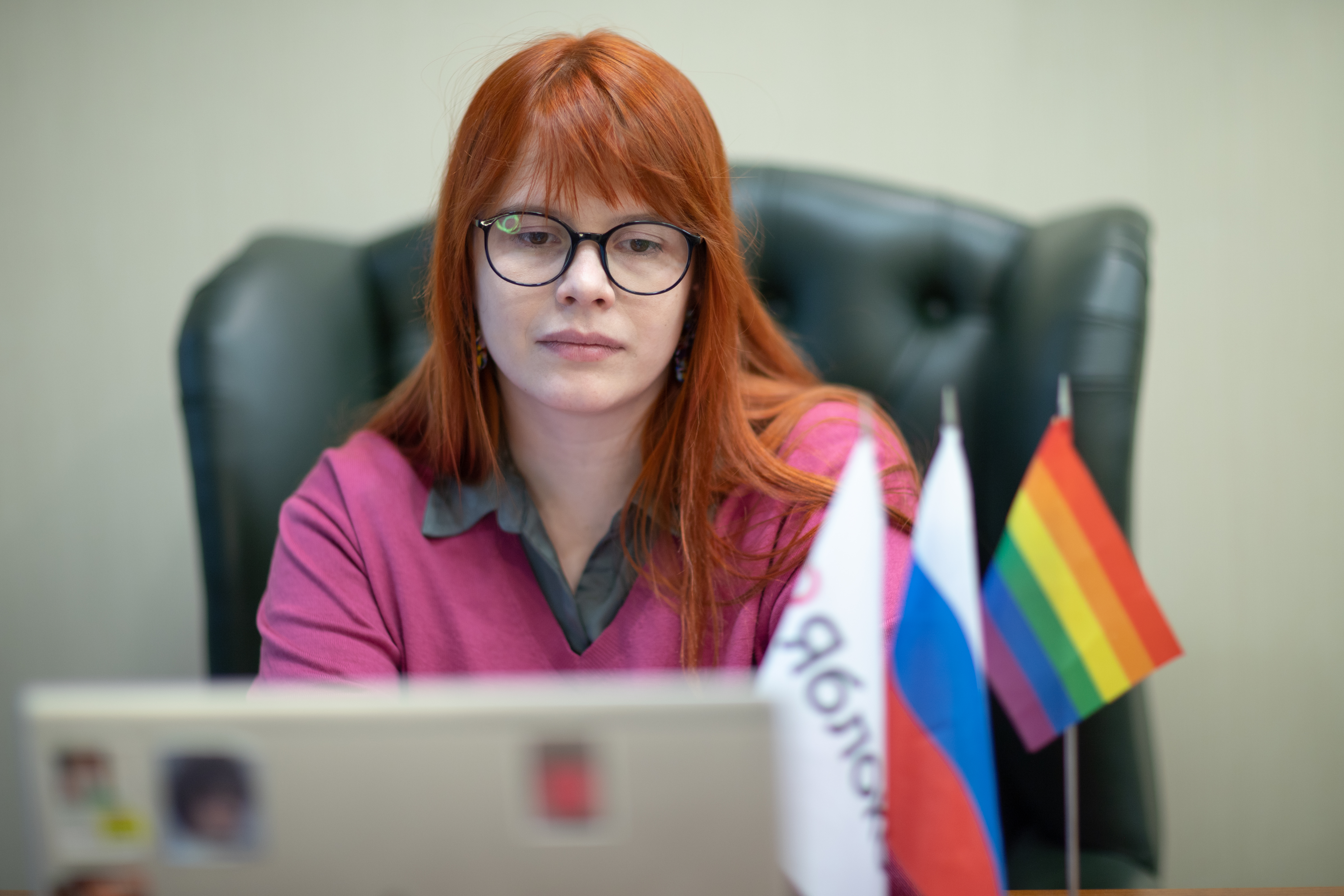
Bessedina im Büro eines Abgeordneten der Moskauer Stadtduma

Nach ihrem Amtsantritt als Abgeordnete der Moskauer Stadtduma platzierte Darja Bessedina eine Regenbogenfahne auf ihrem Schreibtisch und sprach sich auch für das Recht der Moskauer aus, Gay-Pride-Paraden abzuhalten.
Die erste Initiative von Bessedina als Abgeordnete der 7. Moskauer Stadtduma war es, die Auflösung der Moskauer Stadtduma zu initiieren. Nach Ansicht von Bessedina spiegelte die gewählte Zusammensetzung des Parlaments nicht die wirklichen Stimmungen der Moskauer wider, da die meisten Oppositionskandidaten nicht an den Wahlen teilnehmen durften. Und diejenigen, die zugelassen wurden, gewannen. Der Antrag auf Selbstauflösung wurde von den Abgeordneten nicht unterstützt.
Im Oktober 2019, als in erster Lesung über den Moskauer Haushalt beraten wurde, forderte Bessedina in einer Sitzung der Duma öffentliche Anhörungen zum Haushaltsentwurf. Anhörungen wurden organisiert und durchgeführt. Bessedina brachte Änderungsanträge zum Haushaltsentwurf ein, die vorsahen, dass anstelle von Ausgaben für den Straßenbau Geld für den Bau von Straßenbahnen und den Kauf von Trolleybussen bereitgestellt werden sollte, doch die Änderungsanträge wurden abgelehnt. Darja Bessedina war eine von sieben Abgeordneten, die gegen den Haushaltsentwurf stimmten.
Im November 2019 schlug sie vor, dass die Abgeordneten der Moskauer Stadtduma auf Dienstwagen verzichten und diese durch das Recht auf kostenlose Nutzung von öffentlichen Verkehrsmitteln und Taxis ersetzen, was die Ausgaben des Moskauer Haushalts für die Unterhaltung der Abgeordneten um 100 Millionen Rubel pro Jahr senken würde.
Während des Berichts des Moskauer Bürgermeisters Sergei Sobjanin vor den Abgeordneten der Moskauer Stadtduma stellte Bessedina trotz des Widerstands der Abgeordneten von Einiges Russland und der Abschaltung des Mikrofons eine Frage zu den im Rahmen des „Moskauer Falls“ Verurteilten und fragte den Bürgermeister, ob er sich dafür verantwortlich fühle, dass Menschen im Gefängnis säßen? Die Frage wurde von einer Sonderkommission der Moskauer Stadtduma zurückgewiesen, die Sergei Sobjanin jedoch beantwortete.
Im Dezember 2019 klagte sie gegen die von der Fraktion Einiges Russland vorgenommenen Änderungen der Geschäftsordnung der Moskauer Stadtduma, die es den Abgeordneten ermöglichen, abzustimmen, ohne bei der Sitzung anwesend zu sein. Eine solche Klage gegen das Vorgehen der Moskauer Stadtduma wurde zum ersten Mal in ihrer Geschichte von einem Abgeordneten eingereicht.

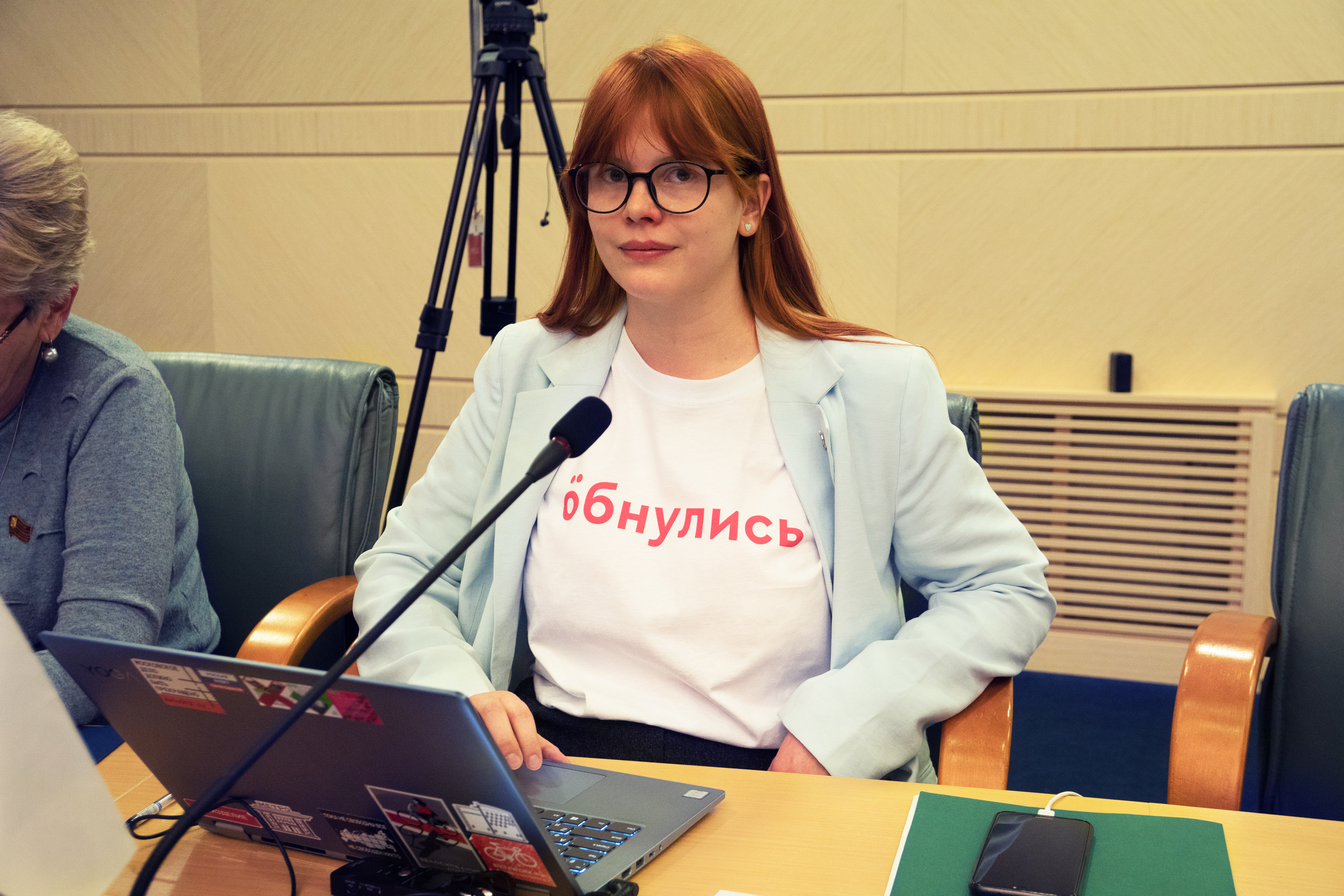
Bessedina bei einer Sitzung der Moskauer Stadtduma am 12. März 2020, bei der Änderungen der Verfassung

Am 12. März 2020 erschien Bessedina zu einer außerordentlichen Sitzung der Duma, die einberufen worden war, um die Zustimmung zu den von Präsident Wladimir Putin vorgeschlagenen Verfassungsänderungen auszudrücken, mit einem T-Shirt mit der Aufschrift Ӧбнулись (ein Wortspiel, das "versaut" mit "auf Null gesetzt" kombiniert) und brachte damit ihre Ablehnung gegen die vorgeschlagene Nullsetzung der Amtszeiten von Wladimir Putin zum Ausdruck.

„Wir können keine Verfassungsänderungen akzeptieren, die nur dazu dienen, dass Putin Russland für weitere 16 Jahre regieren wird.“

Nach Bessedinas Rede wurde die Übertragung der Sitzung abgeschaltet. Nach der Pause schlug Bessedina vor, Änderungen am Resolutionsentwurf der Moskauer Stadtduma vorzunehmen, mit dem die Verfassungsänderungen gebilligt werden sollten. Vor der Zustimmungserklärung schlug Bessedina vor, absurde Formulierungen hinzuzufügen, z. B. „angesichts der Tatsache, dass W. W. Putin, Seine Exzellenz, der Präsident auf Lebenszeit ist“ oder „angesichts der Tatsache, dass W. W. Putin ein Geschenk der Russen an die Menschheit ist“. Danach wurde Bessedina bis zum Ende der zweiten Sitzung das Wort entzogen.
Im November 2021 legte sie der Moskauer Stadtduma einen Gesetzentwurf vor, der die Einführung von Geldstrafen für Geschwindigkeitsüberschreitungen von 5 km/h und für Überschreitungen von 40 km/h 35 Stunden gemeinnützige Arbeit oder eine Geldstrafe von 10.000 Rubel vorsieht.

#### Ausschluss aus Jabloko und Gründung einer sozialen Bewegung
Am 28. Dezember 2021 wurde sie zusammen mit 98 weiteren Parteimitgliedern aus der Moskauer Sektion aus der Partei Jabloko ausgeschlossen. Am nächsten Tag, dem 29. Dezember, kündigte sie Pläne zur Gründung einer öffentlichen Bewegung „Jabloko“ an, die „Jabloko als politische Bewegung liberaler, demokratischer und menschenrechtlicher Prägung wiederbeleben und versuchen soll, die Rechtspersönlichkeit als Partei zurückzuerlangen“.
Bessedina erklärte, dass es in der Partei zu einer Spaltung gekommen sei und der Vorsitzende von Jabloko, Nikolai Rybakow, Parteimitglieder wegen Meinungsverschiedenheiten ausschließe und damit die parteiinterne Demokratie zerstöre. Sie betrachtet die neue Bewegung als die politische Nachfolgerin der Partei.
In einer Erklärung zur Gründung der Bewegung, die auf der Website des Radiosenders „Echo Moskwy“ veröffentlicht wurde, wurde die Absicht bekundet, diese gemäß russischem Recht als politische Partei zu registrieren oder sich wieder mit der Partei Jabloko zu vereinen, falls „diese von Personen kontrolliert wird, die die Werte der Partei teilen“.
Am 30. Dezember wurde auf dem Telegram-Kanal von Bessedina ein Beschluss der Mitgliederversammlung der öffentlichen Bewegung Jabloko veröffentlicht, mit dem Bessedina für die Zeit bis zum 15. Dezember 2023, d. h. bis zum Ende der Amtszeit von Nikolai Rybakow, zur Vorsitzenden ernannt wurde.

#### Nach 2022
Seit September 2024 lebt Besedina in Deutschland und beschäftigt sich mit dem Studium von Straßenbahnsystemen.